# Металургійний завод Равенскрейг

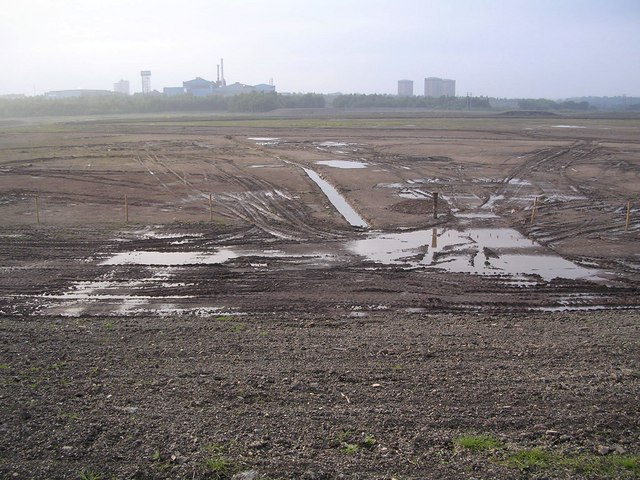
Пустир на місці демонтованого заводу. На задньому плані — завод «Dalzell Works». Фото 2006 року.

55°47′17″ пн. ш. 3°57′23″ зх. д. / 55.78806° пн. ш. 3.95639° зх. д.
«Равенскрейг» (англ. Ravenscraig steelworks) — колишній металургійний завод (комбінат) у місті Мотервелл в Шотландії. Був введений в дію 1957 року. Працював з повним металургійним циклом. 1992 року, після 35 років роботи, був закритий і у 1990-х роках повністю демонтований.

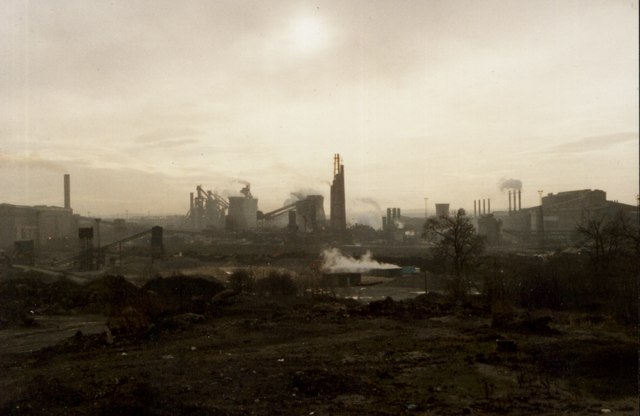
Вид на завод у 1992 році.

На звільненій після демонтажу заводу території планується побудувати житловий масив Равенскрейг.

## Історія
Будівництво заводу було заплановане і здійснене компанією «David Colville & Sons». Після Другої світової війни компанія розглядала кілька варіантів розширення виробництва і врешті-решт було вирішено побудувати новий металургійний завод у місті Мотервелл, біля її заводу «Dalzell Works». В 1952 році на майбутньому заводі планувалося побудувати також ливарний цех і слябінг, які постачали б свої виливані вироби і сляби на завод «Dalzell Works».
Будівництво розпочалося 1953 року. 1955 року компанія вирішила побудувати на заводі 2-гу доменну піч. Будівництвом доменних печей компанія намагалася позбутися залежності від імпортного металобрухту для свого сталеливарного виробництва шляхом виробництва власного чавуну. 3 червня 1957 року було введено в дію коксові батареї, а 6 вересня 1957 року було задуто першу доменну піч. Було введено в дію також мартенівський цех з 3 мартенівськими печами.
1959 року було розпочато будівництво листопрокатного стану з проектною потужністю 1,5 млн т листового прокату на рік. Слябінг, що працював на заводі, випускав до 2 млн т слябів на рік.
Для забезпечення прокатного виробництва достатньою кількістю сталі, на заводі було побудовано третю доменну піч, четверту мартенівську і киснево-конверторне відділення з конвертером на 100 т.
1967 року завод був націоналізований.
1992 року завод було зупинено і згодом повністю демонтовано. Через закриття заводу було звільнено 1800 працівників.

## Структура заводу

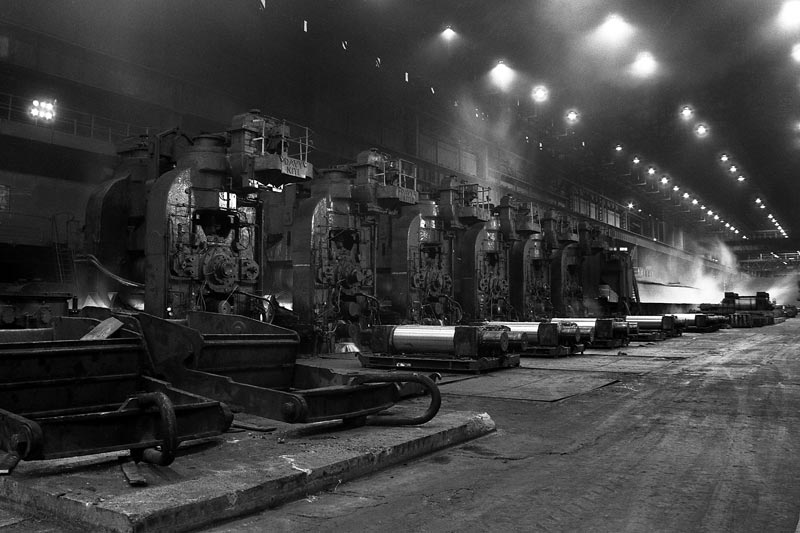
Прокатний стан. 1984 або 1985 рік.

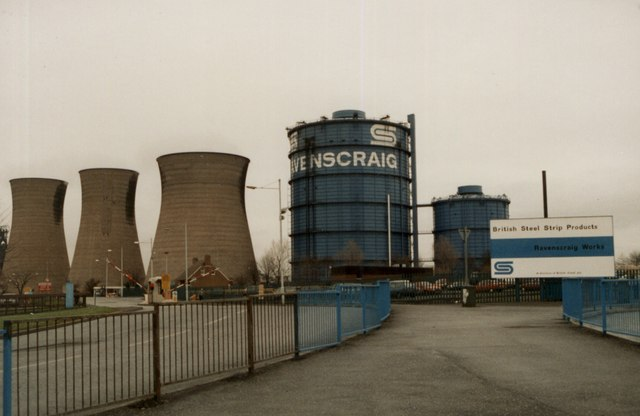
Градирні і газгольдер на заводі в період його закриття. Демонтовані 1996 року. Фото 1993 року.

1967 року на заводі було 3 доменних печі, що працювали на офлюсованому агломераті і мали продуктивність до 30000 т чавуну на тиждень, тобто в середньому продуктивність кожної доменної печі становила 1428 т на добу. Сталеливарний цех мав 4 мартенівських печі і киснево-конверторне відділення. З отриманої сталі виготовляли сляби, з яких виробляли листовий прокат на самому заводі або на сусідньому прокатному заводі «Dalzell Works».
При заводі працювали коксохімічний завод і аглофабрика. Коксохімічний завод мав 6 коксових батарей, що виробляли 33 тис. т коксу на тиждень. На аглофабриці вироблявся офлюсований агломерат. Використовувалася довізна залізна руда з Канади, Швеції, Південної Америки і Західної Африки, що надходила на аглофабрику через порт Глазго. Вапняк надходив з кар'єрів біля села Шап на півночі Англії.

## Подальше використання території
На місці демонтованого заводу планується побудувати житловий масив Равенскрайг.